# Charles Stallard

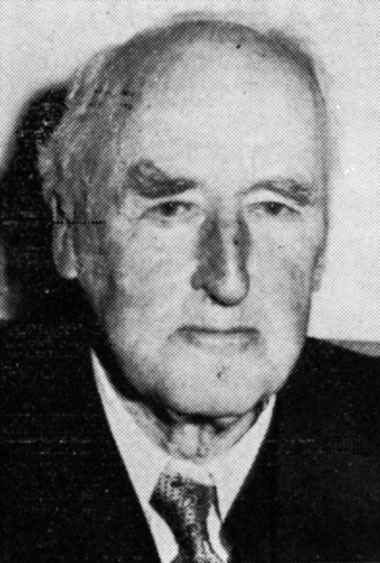
Kolonel Charles Stallard (1871-1971)

Kol. Charles Frampton Stallard (Londen 4 juni 1871 - Hope Woolith, Johannesburg 13 juni 1971) was een Zuid-Afrikaans advocaat, soldaat en politicus.

## Biografie
Charles Stallard werd geboren in Londen in 1871 en studeerde rechten aan de Universiteit van Cambridge en de Universiteit van Oxford. Sinds 1895 was hij werkzaam als advocaat. Hij vocht als vrijwilliger in het Britse leger tijdens de Tweede Boerenoorlog in Zuid-Afrika. Na de oorlog vestigde hij zich als advocaat in Johannesburg. In 1909 was hij kandidaat voor een zetel in de Wetgevende Raad van Transvaal, maar hij werd niet gekozen. In 1910, het jaar van de stichting van de Unie van Zuid-Afrika, werd hij in de Transvaalse Provinciale Raad gekozen. In 1910 werd hij opgenomen in de King's Counsel (KC).
Tijdens de Eerste Wereldoorlog diende Stallard in het Zuid-Afrikaanse leger en nam deel aan de veldtocht in Zuid-West-Afrika (1915) en vocht nadien in Vlaanderen en Italië. Hij bereikte de rang van kolonel. Daarnaast werd hij onderscheiden met de Orde van Voorname Dienst (DSO) en het Military Cross (MC).

### Politieke loopbaan
Na de oorlog hervatte Stallard zijn politieke loopbaan en werd voorzitter van de Suid-Afrikaanse Party (SAP) van Witwatersrand. In 1922 was hij voorzitter van de Transvaal Local Government Commission die oordeelde dat segregatie uitgangspunt van beleid moest zijn in de provincie Transvaal. Zwarte Zuid-Afrikanen waren tijdelijke bewoners van de blanke stedelijke gebieden en konden daar alleen verblijven als ze werk hadden, daarna moesten weer terug naar hun reservaten. In 1929 deed Stallard zijn intrede in de Volksraad voor Roodepoort. Later (vanaf 1938) vertegenwoordigde hij Maritzburg. Daarnaast was hij werkzaam als boer. Hij noemde zijn landgoed - net buiten Johannesburg gelegen - Hope Woolith.
Stallard bleef buiten de fusie van de Nasionale Party (NP) en de SAP tot de Verenigde Party (VP) in 1934 en richtte (samen met 7 andere VP-parlementariërs - de Dominion Party (DP) op die streefde naar het behoud van de unieke band tussen Unie van Zuid-Afrika en het Verenigd Koninkrijk. De partij verzette zich krachtig tegen het gebruik van Die Stem van Suid-Afrika als informeel volkslied naast het God Save the King. Ook was de partij tegen de invoering van de vlag van de Unie van Zuid-Afrika naast de Union Jack. Bij de parlementsverkiezingen van 1938 kreeg de Dominion Party 8 zetels, maar van dit zetelaantal bleven er in 1943 nog maar 2 over. In 1948 verdween de partij uit het parlement.
In 1939, als gevolg van het uitbreken van de Tweede Wereldoorlog, kwam het tot een breuk tussen tussen premier J.B.M. Hertzog en zijn vicepremier Jan Smuts over het al dan niet deelnemen aan de zijde van Groot-Brittannië tijdens de oorlog. Hertzog was tegen, Smuts voor. Bij een stemming bleek de opvatting van Smuts een meerderheid te hebben en trad Hertzog af. Hij zegde ook zijn lidmaatschap van de Verenigde Party op. Smuts vormde een oorlogskabinet en nam daarin Stallard op als minister van Mijnbouw.
In 1948, kort voor de verkiezingen, stapte Stallard uit de regering. Bij de verkiezingen van 1948 verdween de Dominion Party uit het parlement. Stallard trok zich uit het openbare leven terug en overleed kort na zijn 100ste verjaardag. Hij was zijn hele leven lang vrijgezel en liet zijn vermogen grotendeels na aan de Anglicaanse school St. Martin te Rosettenville (bij Johannesburg).